# Zodarion dispar
Zodarion dispar är en spindelart som beskrevs av Denis 1935. Zodarion dispar ingår i släktet Zodarion och familjen Zodariidae.
Artens utbredningsområde är Algeriet. Inga underarter finns listade i Catalogue of Life.